# 李江河
李江河（1963年10月—），男，河南内乡人，中华人民共和国政治人物，高级国际商务师。曾任萍乡市人民政府市长。

## 生平
1982年10月加入中国共产党。1984年毕业于浙江大学计算机软件专业。1987年取得浙江大学管理工程专业硕士学位。1987年6月参加工作，进入江西省对外贸易经济合作厅。
2000年12月，任江西省信息产业厅副厅长；2009年2月，任江西省工业和信息化委员会副主任；
2011年8月，任宜春市人民政府常务副市长；
2013年9月，任中共萍乡市委副书记；2016年3月，任萍乡市人民政府市长。2018年2月24日，当选为第十三届全国人大代表。
2021年9月，出任江西省人民代表大会社会建设委员会副主任委员。